# Senet (Königsgemahlin)
Senet, auch Zenet, war eine altägyptische Königin der 12. Dynastie im Mittleren Reich (ca. 2000–1700 v. Chr.).
Senet ist bisher nur von drei Statuen bekannt, zwei davon fanden sich Nildelta. Die Statuen zeigen sie sitzend, wobei die obere Hälfte bei zweien verloren ist. Senet wird als „Königsgemahlin“ und „Königsmutter“ bezeichnet. Die Identifizierung ihres Gemahls bereitet Schwierigkeiten, da er auf den Statuen nicht genannt wird. Neuerdings wurde vor allem Amenemhet II. vorgeschlagen, da von diesem sonst keine Königin bekannt ist. Ihr königlicher Sohn wäre dann Sesostris II.